# Namensvetter
Namensvetter bezeichnet eine Person, die den gleichen Namen(sbestandteil) hat wie eine andere Person, ohne dass diese Gleichheit durch eine Verwandtschaft zueinander begründet ist. Dabei kann es sich um den Vornamen, den Familiennamen oder um eine vollständige Namensgleichheit handeln. Weibliche und seltener verwendete Bezeichnungen sind Namensschwester, Namensvetterin und Namenscousine.
Wenn der volle Name und zusätzlich auch noch das Geburtsdatum übereinstimmen, spricht man von einem Datenzwilling. Dies kann in Datenbanken die eindeutige Identifikation einer Person stark erschweren, weshalb in der Datenverarbeitung weitgehend Personenkennzeichen verwendet werden.
Die Bezeichnungen werden teilweise auch auf Sachen angewendet, beispielsweise bei den Namensschwestern Köpenicker Straßen in Berlin. Bei Personen kann als Beispiel für Gleichheit der Name Gerd Müller genannt werden; in diesem Fall würden sich auch Verwandte als Namensvettern bezeichnen, da ihre vollständigen Namen übereinstimmen. Der britische Premierminister Sir Winston Churchill hatte als Namensvetter den US-amerikanischen Schriftsteller Winston Churchill; da beide zur gleichen Zeit beim selben Verlag ihre Werke veröffentlichten, verständigten sich beide Autoren darauf, dass der Brite zur Unterscheidung seine Arbeiten mit der Namensergänzung S. versah (für Spencer, ein weiterer, abgelegter Familienname), also „Winston S. Churchill“.